# Municipalità regionale della contea di Le Haut-Saint-Laurent
La municipalità regionale della contea di Le Haut-Saint-Laurent è una municipalità regionale di contea del Canada, localizzata nella provincia del Québec, nella regione di Montérégie.
Il suo capoluogo è Huntingdon.

## Suddivisioni
City e town
- Huntingdon

Municipalità
- Elgin
- Franklin
- Hinchinbrooke
- Howick
- Ormstown
- Saint-Anicet
- Saint-Chrysostome
- Sainte-Barbe

Parrocchie
- Très-Saint-Sacrement

Township
- Dundee
- Godmanchester
- Havelock

Riserve native (Non associate alla MRC)
- Akwesasne